# While I’m Alive (canção)
"While I’m Alive" é uma canção pertencente ao álbum Big Femme Energy Volume 1, lançado no dia 9 de julho de 2021, sendo interpretada pela cantora americana Lauren Jauregui em parceria com a Femme It Foward, uma empresa de música e entretenimento liderada por mulheres que concentra sua missão em celebrar, educar e emponderá-las.

## Informações
While I’m Alive é a segunda faixa do álbum de compilação totalmente feminino, que contem um total de 11 canções, interpretadas nas vozes de varias artistas como: Tayla Parx, Tierra Whack, Baby Rose, entre outras. "Minha música 'While I’m Alive', é um ode (poema lírico) a todos os idiotas que tentaram me dizer quem eu era ou que tipo de arte eu deveria dar ao mundo, ou como eu deveria estar me comportando. Enviando a você todo o amor e benções à medida que me elevo das suas mentiras", escreveu Jauregui em um posto no seu Instagram ao anuncia a estreia do álbum.

Veja um trecho da letra, que contem uma pegada bastante envolvente de R&B e Soul: "Se eu não posso ser eu, quem você quer que eu seja? Porque se você não consegue ver além do seu olhar, você não me incomoda. E eu não confio em você, de qualquer maneira. Ao longo da vida, eu aprendi que o tempo não espera por ninguém. Então, enquanto eu estiver viva, vou apenas ser eu... Seja lá quem quer que seja."